# Tetraethylammoniumchlorid
Tetraethylammoniumchlorid ist eine chemische Verbindung aus der Gruppe der quartären Ammoniumverbindungen.

## Gewinnung und Darstellung
Tetraethylammoniumchlorid kann durch Reaktion von Triethylamin und Ethylchlorid oder Reaktion von Tetraethylammoniumiodid und Quecksilber(I)-chlorid gewonnen werden.

## Eigenschaften
Tetraethylammoniumchlorid ist ein farbloser bis hellgelber Feststoff, der löslich in Wasser, Ethanol, Chloroform oder Aceton ist. Die Verbindung ist amphiphil. Sie besitzt eine monokline Kristallstruktur mit der Raumgruppe P21/c (Raumgruppen-Nr. 14).

## Verwendung
Tetraethylammoniumchlorid wird als Katalysator verwendet. Es kann auch als Quelle von Tetraethylammoniumionen für verschiedene pharmazeutische Studien verwendet werden und hat die Fähigkeit, K+-Kanäle in verschiedenen Geweben zu blockieren. Tetraethylammoniumchlorid kann auch die Übertragung von Nervenimpulsen über autonome Ganglien blockieren.